# Reuth (Renânia-Palatinado)
Reuth é um município da Alemanha localizado no distrito de Vulkaneifel, estado da Renânia-Palatinado.
Pertence ao Verbandsgemeinde de Obere Kyll.